# بيتر لي جونغ سوم
ولد بيتر لي جونج سوم في 23 أكتوبر 1939، وهو مساعد مدير سابق لمرصد هونغ كونغ. و أشتهر بأنه أخ بروس لي الأكبر.

## حياته
ولد في هونغ كونغ في 23 أكتوبر 1939 باعتباره الابن الأكبر لـ لي هوي تشوين وجريس هو. إخوانه الأصغر هم، معلم الفنون القتالية والممثل بروس لي والموسيقي روبرت لي، من خلال بروس، كان عمًا للممثلين الأمريكيين وممارسي الفنون القتالية براندون لي وشانون لي، وصهر ليندا لي كادويل.  
التحق بكلية لا سال حيث كان جيدًا في دراسته ورياضته. بدأ المبارزة وأثر على شقيقه بروس واخذه لدروس المبارزة معه عندما كان بروس حوالي بعمر11 إلى 14. 
كان لي مبارزًا عالميًا، وفي مارس 1958، فاز لي بالبطولة في أول مسابقة للمبارزة بين المدارس. في يوليو 1958 شارك في 1958 الإمبراطورية البريطانية وألعاب الكومنولث مع خوسيه ماركال، بيدرو ماركال، روبن لين وهونغ هاك ياو من بين فريق هونغ كونغ للمبارزة،  فاز في الجولة 1 لكنه لم يدخل الدور ربع النهائي. 
في مايو 1959، انضم لي إلى بروس في سياتل لإقامة قصيرة وانتقل إلى مينيسوتا لمواصلة دراسته. تخرج في وقت لاحق من جامعة مينيسوتا وعاد إلى هونغ كونغ. 
في ستينيات القرن الماضي درس لي لفترة في كلية لا سال وانضم إلى المرصد الملكي في هونغ كونغ كمدير مساعد له حيث ساهم بشكل كبير في التطوير التقني لاكتشاف المرصد للأعاصير المدارية . كان أيضًا مدربًا لفريق (La Salle Fencing Team) منذ عام 1968، مع أحد عشر فوزًا في بطولة المبارزة بين المدارس في ثلاثة عشر عامًا. 

## زواجه وتقاعده
تزوج لي من يونيس لام في عام 1966 وكان لديه ابن لي كاي هو، طلق لي ولام في عام 1971. 
حصل بعد ذلك على درجة الدكتوراه من جامعة هونغ كونغ . في عام 1980 تزوج ماري  الفائزة بجائزة ملكة جمال هونج كونج 1975 وأنجبا ابن لي واي هو وابنته لي يوك يي. طلق لي وشيونغ في عام 1995. 
عند تقاعده نقل عائلته أولاً إلى نيوزيلندا وبعد ذلك إلى ملبورن، أستراليا . أصبح ابنه لي واي-هو من زوجته الثانية أستاذاً بعد تخرجه في جامعة ملبورن،بينما تخرجت ابنته لي يوك-يي بدرجة ماجستير. 

## وفاته
توفي بنوبة قلبية في منزله في 3 سبتمبر 2008.  طلبت منه زوجته السابقة يونيس لام، بعد تلقي مكالمة من ابنها بشأن وفاته، الذهاب إلى ملبورن للمساعدة مع أخيه غير الشقيق في جنازة والدهم الراحل. أحرق لي وأعيد رماده إلى هونغ كونغ. 